# Teofilo (nome)
Teofilo  è un nome proprio di persona italiano maschile.

## Varianti
- Ipocoristici: Teo
- Femminili: Teofila[2][3]

### Varianti in altre lingue
- Francese: Théophile[1]
- Greco antico: Θεόφιλος (Theophilos)[1][4]
  - Femminili: Θεοφιλα (Theophila)[3]
- Latino: Theophilus[1][2]
  - Femminili: Theophila[2]

- Olandese: Theofilus[1]
- Polacco: Teofil[1]
  - Femminili: Teofila[3]
- Portoghese: Teófilo[1]

- Russo: Феофил (Feofil)[1]
- Serbo: Теофил (Teofil)
- Spagnolo: Teófilo[1]
  - Femminili: Teófila[3]
- Tedesco: Theophil[1]

## Origine e diffusione
Deriva dal greco antico Θεόφιλος (Theophilos), composto da θεός (theos, "dio") e φιλος (philos, "amico", "amato", "caro"): può quindi essere interpretato come "amico di Dio", "amante di Dio" o "caro a Dio", "amato da Dio". Gli stessi termini, però invertiti di posizione, compongono anche il nome Filoteo; per significato, è inoltre affine ai nomi Amedeo e Gottlieb.
È presente nel Nuovo Testamento, dove l'evangelista Luca indirizza il suo vangelo e il libro degli Atti ad un uomo così chiamato (probabilmente un ufficiale romano, ma non è escluso che possa essere un nome metaforico riferito, in virtù del suo significato, a tutti i cristiani).

## Onomastico
Numerosi sono i santi che portano questo nome; l'onomastico può essere festeggiato in una delle seguenti date:
- 8 gennaio, san Teofilo, martire con sant'Elladio in Libia[8]
- 30 gennaio, san Teofilo il Giovane, soldato e martire a Cipro[8]
- 6 febbraio, san Teofilo, martire con santa Dorotea a Cesarea in Cappadocia[8]
- 28 febbraio, san Teofilo, martire con Macario, Rufino e Giusto[8]
- 5 marzo, san Teofilo, vescovo di Cesarea in Palestina[8]
- 19 maggio, san Teofilo da Corte, teologo francescano[8]
- 1º giugno, san Teofilo, martire con altri compagni ad Alessandria d'Egitto[8]
- 2 ottobre, san Teofilo, monaco in Bulgaria[8]
- 13 ottobre, san Teofilo, vescovo di Antiochia[8]
- 3 novembre, san Teofilo, martire con Germano e Cirillo a Cesarea in Cappadocia[8]
- 28 dicembre, santa Teofila, martire a Nicomedia sotto Diocleziano[6][9]

## Persone
- Teofilo, imperatore bizantino

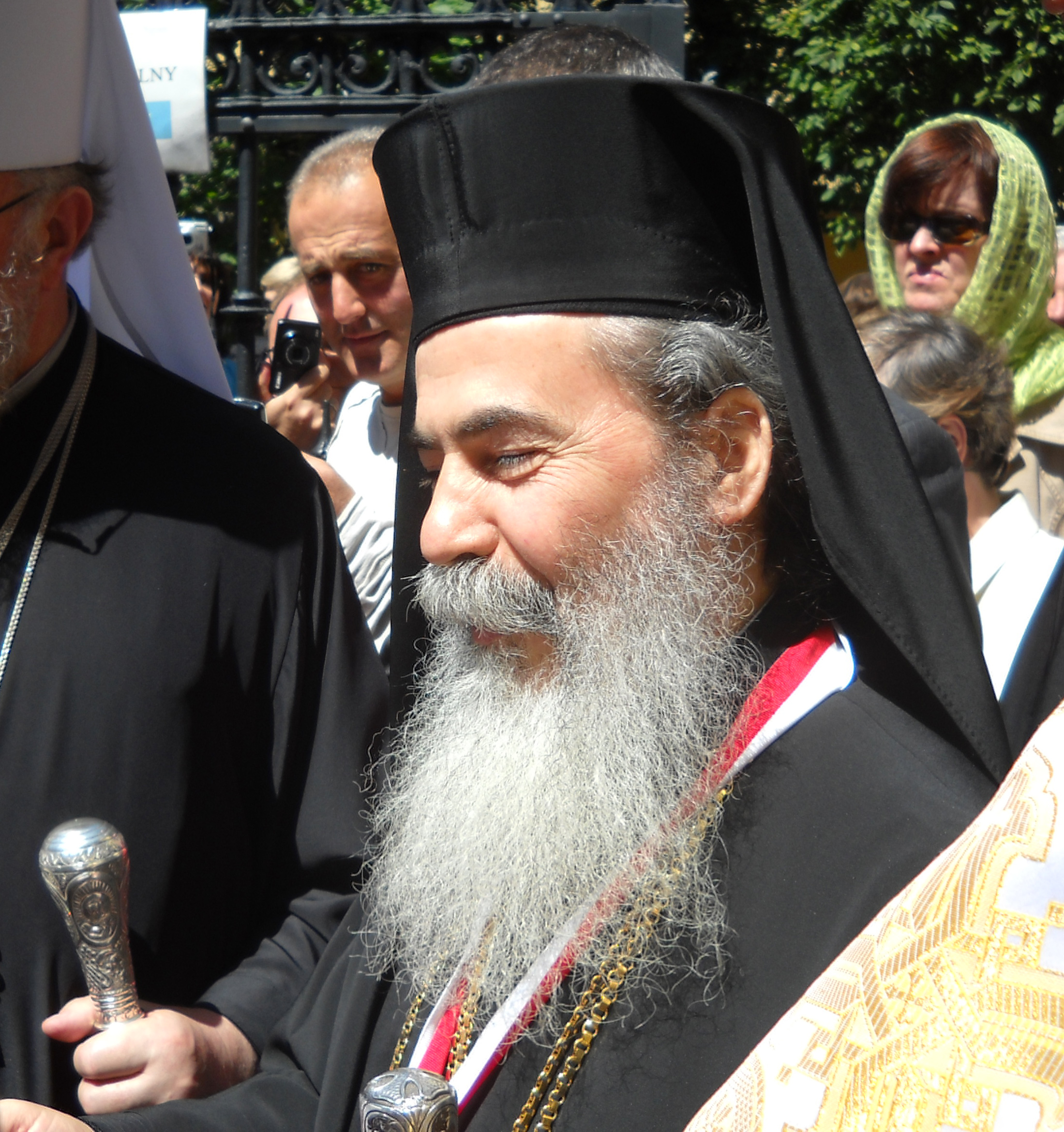
Teofilo III di Gerusalemme

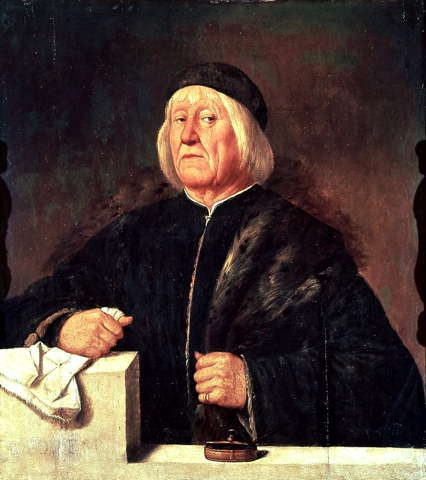
Teofilo Folengo

- Teofilo, monaco tedesco, autore del ricettario De diversis artibus
- Teofilo, vescovo di Benevento
- Teofilo indiano, vescovo e missionario ariano del IV secolo
- Teofilo di Alessandria, papa della Chiesa copta
- Teofilo di Antiochia, vescovo e santo anatolico
- Teofilo di Cesarea in Palestina, vescovo e santo romano
- Teofilo III di Gerusalemme, Patriarca ortodosso di Gerusalemme
- Teofilo d'India, sovrano del Regno indo-greco
- Teofilo Antecessore, giurista bizantino
- Teofilo da Corte, teologo, religioso e santo italiano
- Teofilo Folengo, poeta italiano
- Teofilo Orgiani, compositore italiano
- Teofilo Patini, pittore italiano
- Teofilo Rossi, politico e imprenditore italiano
- Teofilo Sanson, imprenditore e dirigente sportivo italiano
- Teofilo Spasojević, calciatore jugoslavo
- Teofilo Torri, pittore italiano

### Variante Teófilo

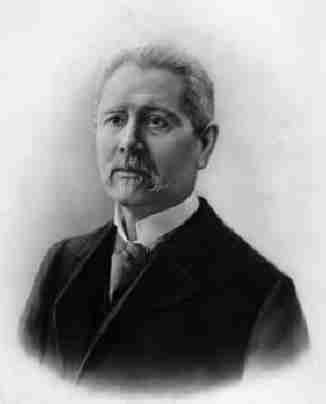
Teófilo Braga

- Teófilo Braga, politico e poeta portoghese
- Teófilo Cubillas, calciatore peruviano
- Teófilo Gutiérrez, calciatore colombiano
- Teófilo Juárez, calciatore argentino
- Teófilo Stevenson, pugile cubano
- Teófilo Yldefonso, nuotatore filippino

### Variante Theophil

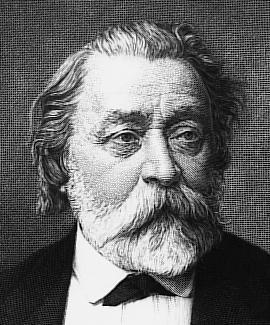
Theophil Hansen

- Theophil Hansen, architetto danese
- Theophil Spoerri, filologo svizzero
- Theophil Wurm, vescovo luterano tedesco

### Variante Theophilus
- Theophilus Cibber, attore e commediografo britannico
- Theophilus Ebenhaezer Dönges, politico sudafricano
- Theophilus Howard, II conte di Suffolk, nobile e politico britannico
- Theophilus Hunter Holmes, militare statunitense
- Theophilus London, rapper statunitense
- Theophilus Shepstone, politico sudafricano

### Variante Théophile

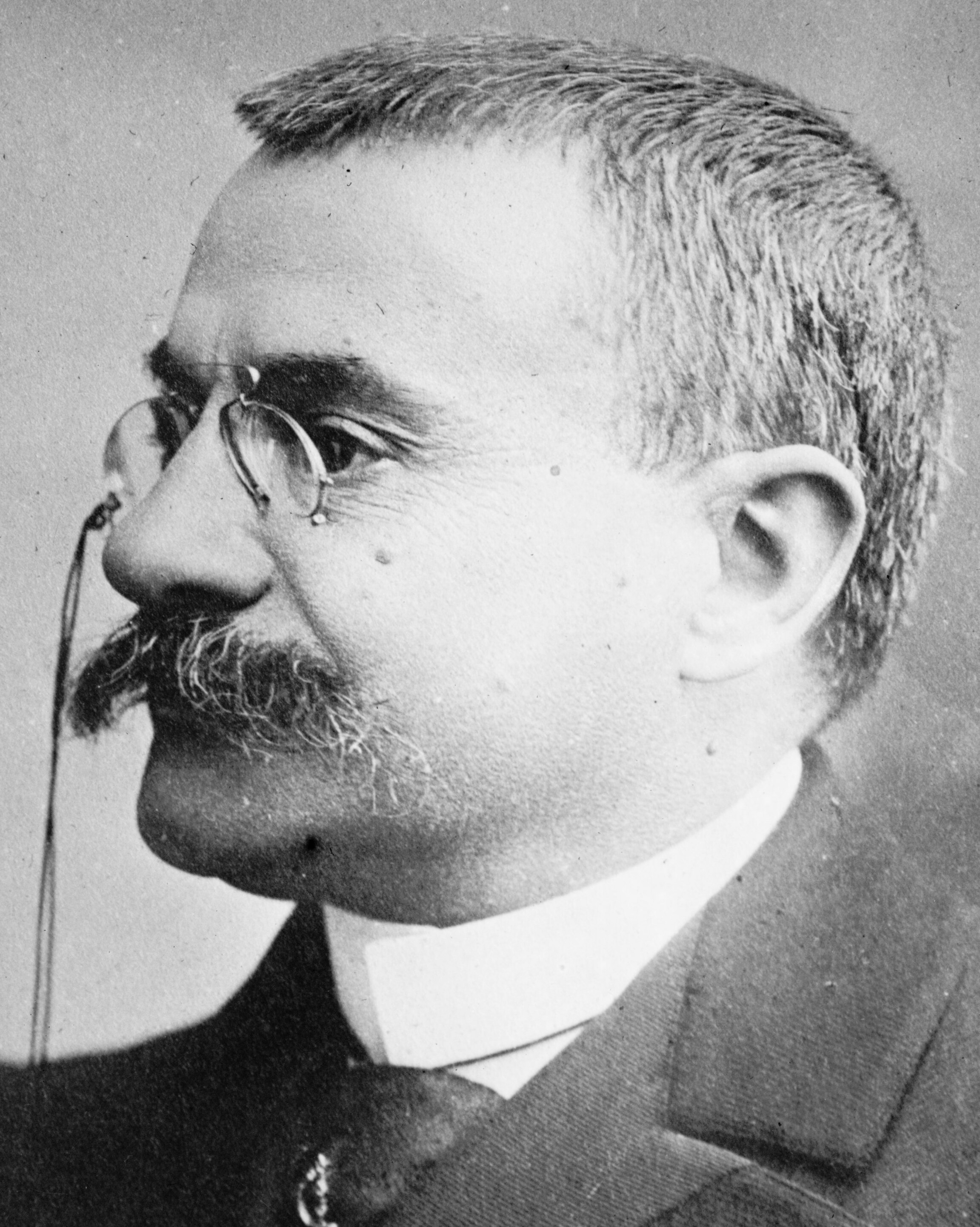
Théophile Delcassé

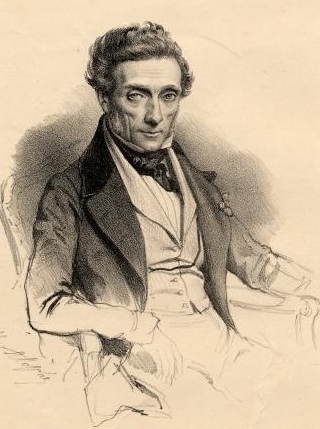
Théophile Marion Dumersan

- Théophile Abega, calciatore camerunese
- Théophile Alajouanine, neurologo francese
- Théophile Marie Brébant, militare francese
- Théophile Cart, linguista, accademico ed esperantista francese
- Théophile-Malo de La Tour d'Auvergne-Corret, militare e storico francese
- Théophile Delcassé, politico francese
- Théophile de Viau, poeta e drammaturgo francese
- Théophile Deyrolle, pittore e ceramista francese
- Théophile Marion Dumersan, drammaturgo e numismatico francese
- Théophile Ferré, politico e giornalista francese
- Théophile Gautier, scrittore, poeta, giornalista e critico letterario francese
- Théophile-Jules Pelouze, chimico francese
- Théophile Alexandre Steinlen, pittore e incisore svizzero
- Théophile Wahis, militare belga

### Altre varianti
- Theofilos Chatzimichaìl, pittore greco